# Carex mucronatiformis
Espèce
Classification phylogénétique
Carex mucronatiformis est une espèce des plantes du genre Carex et de la famille des Cyperaceae.